# Marcel Desailly
Marcel Desailly (Accra, 7. rujna 1968.) – francuski nogometaš ganskog podrijetla.
Rodio se kao Odenke Abbey u Accri, glavnom gradu Gane. Promijenio ime i prezime, kada se njegova majka udala za voditelja francuskog konzulata u Gani. S 4 godine otišao je u Francusku. U početcima karijere puno mu je pomogao stariji polubrat Seth Adonkor, također nogometaš, koji je rano poginuo u prometnoj nesreći. 
Od 1986. do 1992., igrao je za Nantes. Jednu sezonu igrao je za Olympique Marseille s kojim je osvojio Ligu prvaka 1993. i europski Superkup 1994. Igrao je za talijanski Milan od 1993. do 1998. U 164 nastupa postigao je 7 golova. Već u prvoj sezoni, ponovno je osvojio Ligu prvaka. Prvi je nogometaš kojemu je to uspjelo dvije godine zaredom u dvama različitim klubovima. Dao je gol u finalu. Osvojio je dva talijanska prvenstva 1994. i 1996.  
Prešao je u engleski Chelsea 1998. i igrao do 2004. U 156 nastupa na poziciji braniča postigao je 7 golova. Igrao je odlično s u tandemu s Francuzem Frankom Leboeufom. Osvojio je dva engleska kluba 2000. i europski Superkup 1998.
Karijeru je završio u katarskoj ligi. S klubom Al-Gharafom osvojio je katarsko prvenstvo 2004., a sljedeće godine 2. mjesto s klubom Qatar S.C.
Bio je jedan od najboljih braniča u 1980.-im i 1990.-im. U Gani je postao UNICEF-ov veleposlanik dobre volje. 
Za francusku nogometnu reprezentaciju igrao je od 1993. do 2004. U 116 nastupa postigao je 3 gola. Odigrao je važnu ulogu u osvajanju naslova svjetskih prvaka na Svjetskom prvenstvu 1998. u Francuskoj, europskih prvaka na Europskom prvenstvu 2000. u Belgiji i Nizozemskoj te pobjednika Kupa konfederacija 2001. Bio je kapetan reprezentacije poslije europskog prvenstva 2000. Bio je rekorder po broju nastupa za francusku nogometnu reprezentaciju od 2003. do 2006., kada ga je prestigao Lilian Thuram. 